# マタイヴァ環礁
マタイヴァ環礁はトゥアモトゥ諸島の最も北西にあるフランス領の環礁。南緯14度53分、西経148度43分に位置し、タヒチ島の北東350km、ランギロア環礁の西100kmにあたる。環礁の面積は25km2、東西の長さが約10km、幅5.5kmの大きさである。1820年7月に、ファビアン・ゴットリープ・フォン・ベリングスハウゼンが南氷洋への探検の途中で見出した。人口は2002年の調査で237人で、ランギロア行政区に所属する。北西部のパフア集落が居住地である。パフア集落は、近隣のティケハウ環礁、ランギロア環礁に住んでいた人々が、コプラを採取するために1945年頃から移り住んで形成された。集落は可渡水路パフア・パス（ファラトゥエ・パスとも呼ばれる）で南北二つに分断されており、ポリネシアで一番長い橋（長さ120m）で結ばれている。橋は木造であったが2000年にコンクリート製に架け替えられた。

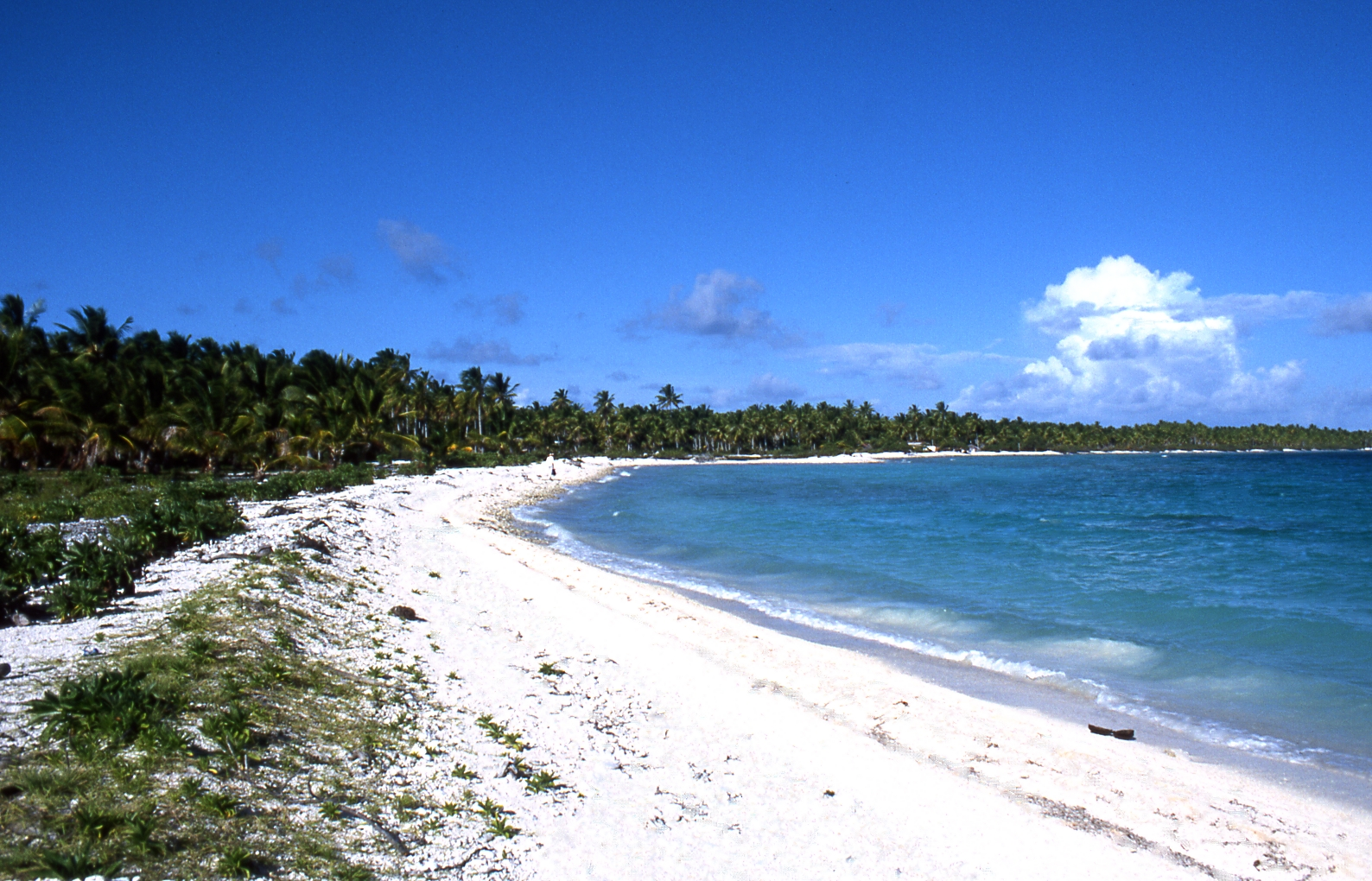
マタイヴァの海岸線
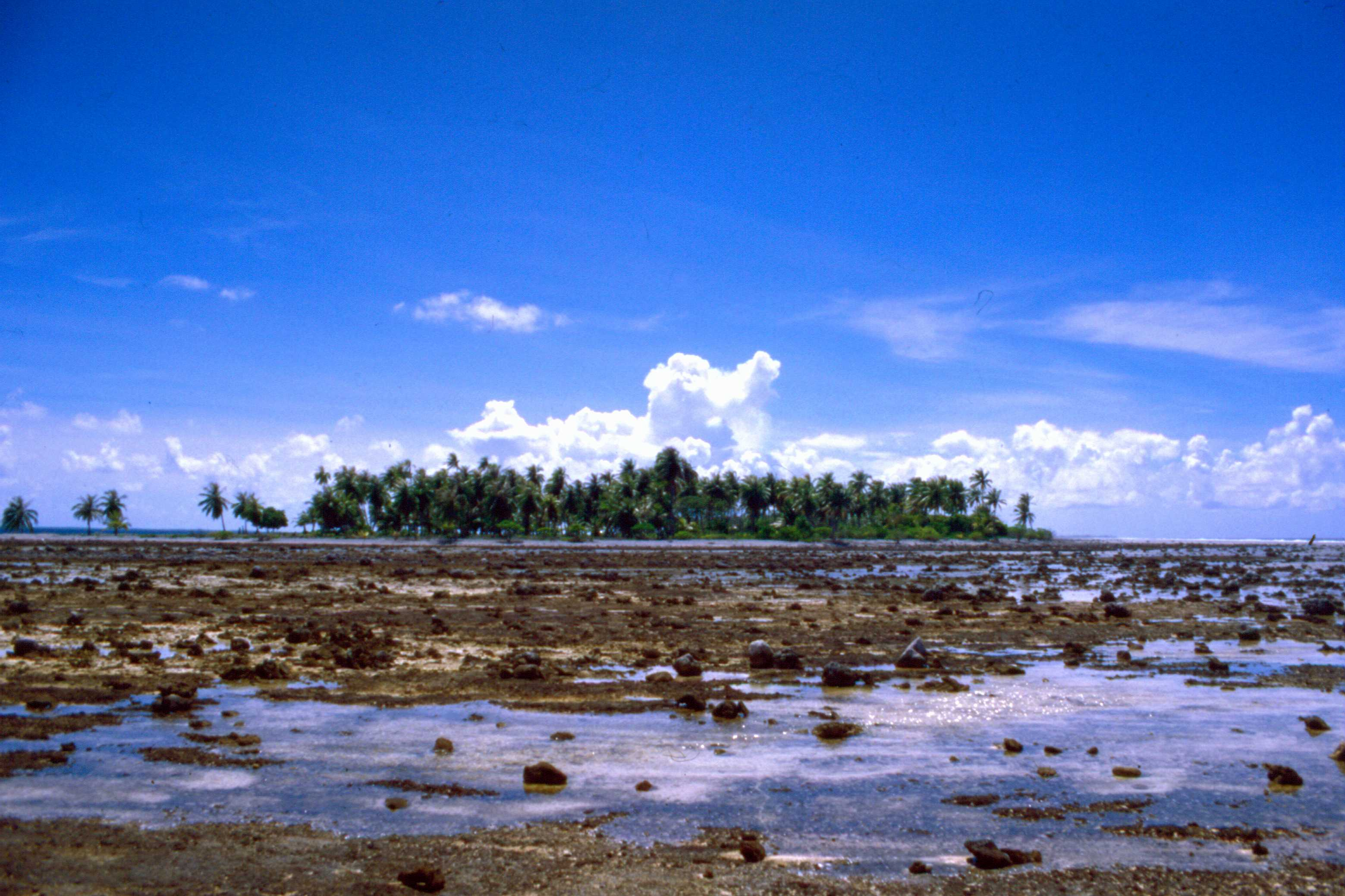
マタイヴァのラグーン
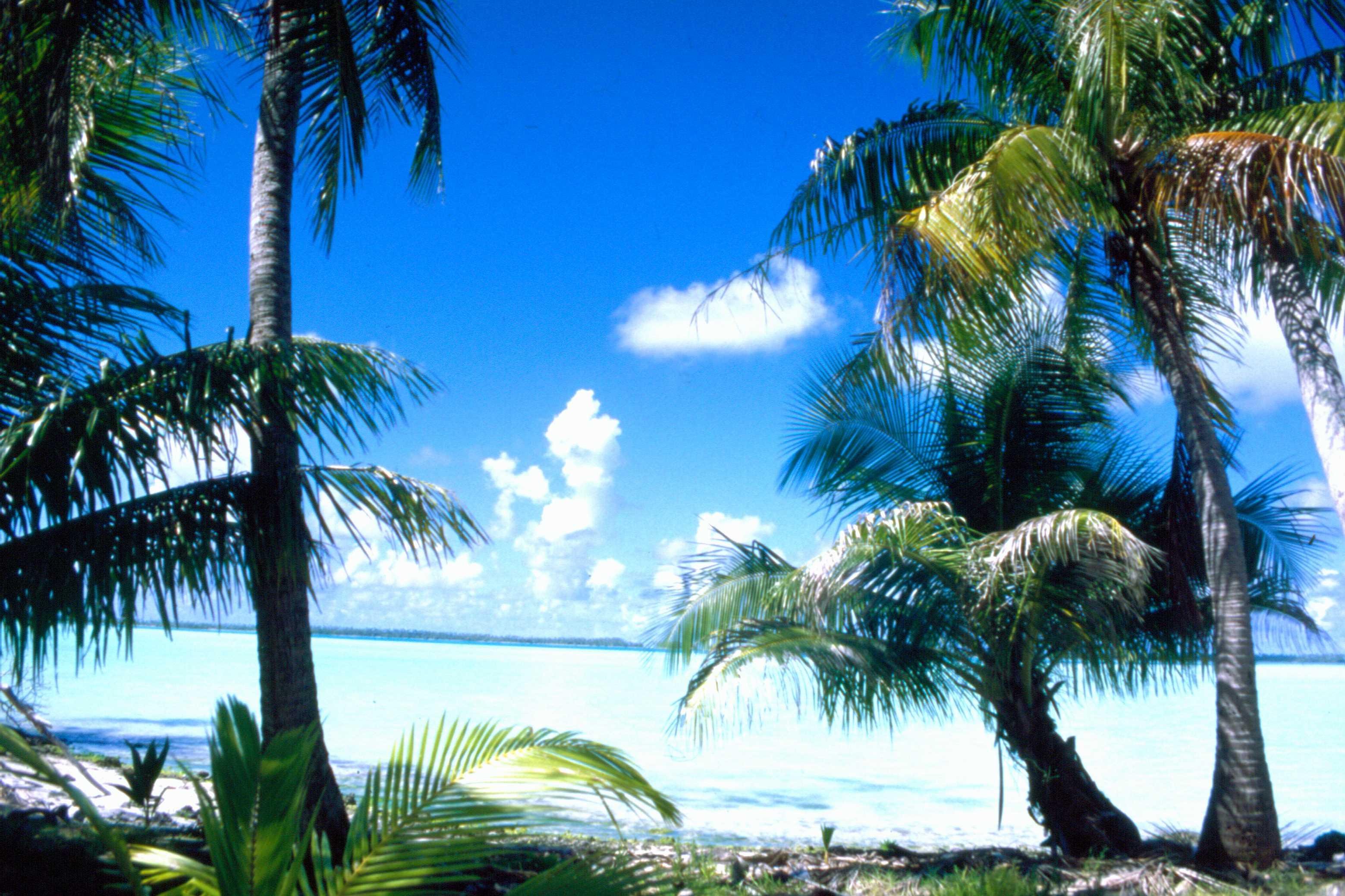
マタイヴァのラグーン

マタイヴァとはタヒチ語で「九つ(=iva)の目(=mata)」を意味し、これはラグーンと外洋をつなぐ水路が9本あることから名付けられたものである。
環礁の外縁の島々はココヤシが繁茂しており、コプラの生産が島民の主たる経済活動である。ラグーンは浅く、隆起と沈降の繰り返しによって70余りのすり鉢状の穴が連なった地形をしている。ラグーンには推定埋蔵量2千万トンのリン鉱が存在するが、島民は開発に反対しており、採掘はなされていない。ラグーン中に「マタイヴァの臍」(pito o Mataiva)と呼ばれる小島があり、オオアジサシやアカアシカツオドリが生息する。島の南東部のラグーンに面してパピロのマラエと呼ばれる宗教的遺構があり、伝説ではトゥ王が居住していたと言われる。
環礁の西部、パフアの南に空港があり、エアー・タヒチがタヒチ島パペーテ、ランギロアを結び週2往復運航している。IATAの空港コードはMNTである。2つの会社がパペーテとトゥアモトゥ諸島西部を結ぶ貨客船を、それぞれ2週間に1便程度運航しておりマタイヴァ環礁にも立ち寄る。ペンション等の宿泊施設がパフア集落にある。